# Путикулы

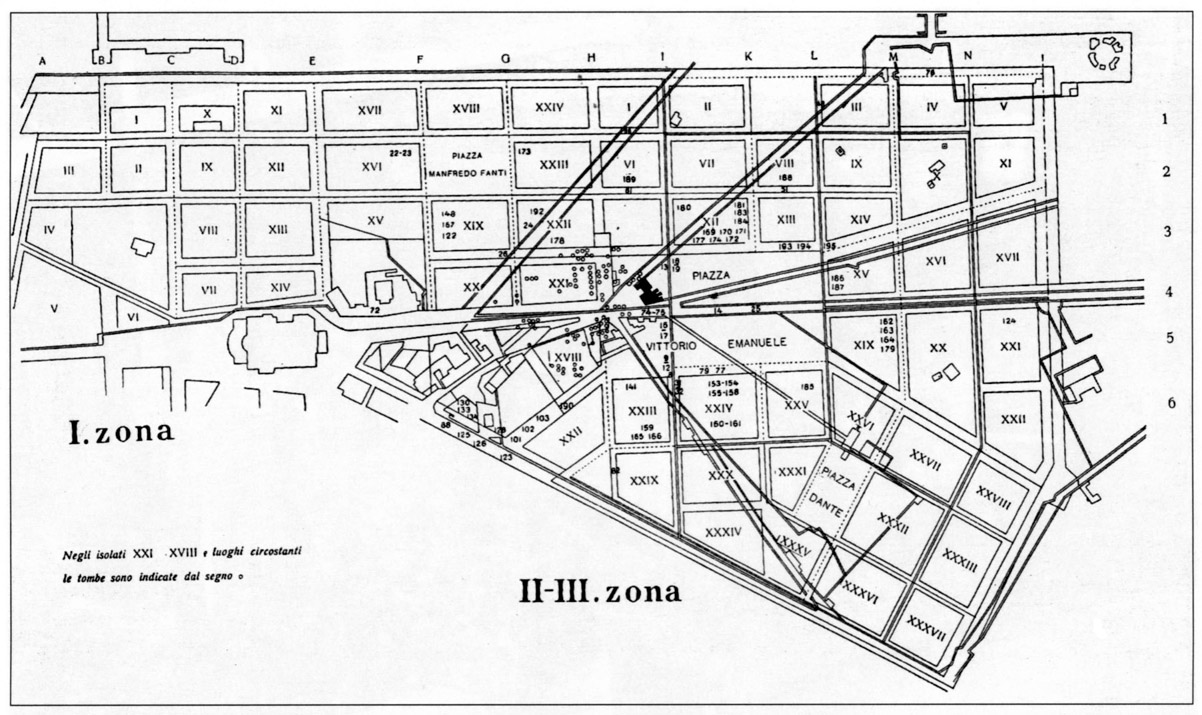
Карта Эсквилинского некрополя

Путикулы (лат. Puticuli) — открытые ямы, использовавшиеся в качестве братских могил для бедняков в Древнем Риме. По словам римского учёного-энциклопедиста Варрона, путикулы располагались за пределами городов. Он утверждает, что название происходит от латинского слова putei, обозначающего колодцы и ямы. Варрон также описывает альтернативную этимологию, предложенную его наставником Элием Стилоном. Элий считал, что, поскольку тела бросали в путикулы для гниения, название произошло от латинского putescebant, что означает «используемый для гниения». Варрон также цитирует другого римского писателя по имени Афраний, который называет путикулы «ямными светильниками», поскольку тела, брошенные в могилу, «смотрели» вверх на свет из ямы. Путикулы также были заполнены отходами, тушами животных и мусором; их иногда рассматривают как пример управления отходами в Древнем Риме. Ещё одним вопросом для исследователей является важность этих могил для римского общества. Утверждалось, что упорядоченное расположение могил, обнаруженных на этом месте, подразумевает, что римское правительство участвовало в их создании и регулировании. Более того, ограниченный размер могил указывает на то, что они предназначались для временного использования и не были обычным средством захоронения.
Археологические раскопки, проведённые Родольфо Ланчани в 1874 году, обнаружили массовые могилы в районе Эсквилина. Возможно, это были путикулы, описанные Варроном. По словам Ланчани, путикулы занимали территорию длиной в тысячу футов и глубиной в триста футов. Могильные ямы имели средний размер 5 на 4 метра и обычно имели глубину около 10 метров. Археологи обнаружили на этом месте несколько образцов человеческих останков. Также возможно, что эту могилу описал Гораций. Гораций описывает поле размером 1000 на 300 футов, над которым Гай Меценат построил сады. Это поле, возможно, такое же, как эсквилинские путикулы. Ланчани раскопал ещё одну могилу под Сервиевой стеной, которая может быть ещё одним примером путикул. Она состояла примерно из 75 ям шириной 12 футов (ок. 3,66 м) и глубиной 30 футов (ок. 9,14 м). Они были облицованы туфом и разделены стеной из травертина. Ланчани нашёл эпиграф, в котором описывался претор по имени Гай Секстий, отмечавший границы территории камнем.